# Spinello Aretino

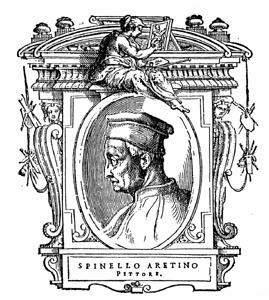
Abbildung des Spinello Aretino in Le vite dei più eccellenti pittori, scultori e architetti des Giorgio Vasari

Spinello Aretino (* um 1346 in Arezzo; † 14. März 1410 ebenda; eigentlich Spinello di Luca Spinelli) war ein italienischer Maler. Er gilt als Meister der spätgotischen toskanischen Malerei.

## Leben
Spinello war ein Schüler von Agnolo Gaddi und stand unter dem Einfluss von Orcagna und Nardo di Cione. Von 1361 bis 1384 arbeitete er hauptsächlich in seiner Geburtsstadt, um 1370 arbeitete er eine Verkündigungsszene an der Außenwand der Kirche Santissima Annunziata. Etwa um 1385 schuf er erstmals Fresken für die Kirche San Domenico, ebenfalls in Arezzo. 1387 vollendete er einen Freskenzyklus von sechzehn Szenen über das Leben des Heiligen Benedikt in der Sakristei San Miniato al Monte in Florenz. Danach malte er Fresken in Camposanto in Pisa (1391–92). 1400 war er wieder in Florenz, wo er Szenen aus dem Leben des Heiligen Philipp und des Heiligen Jakob in der Kirche Santa Croce malte, daneben ein weiteres Fresko in San Domenico in Arezzo. Seine letzten Werke schuf er im Palazzo Pubblico in Siena (1408–10). Spinello übernahm Details von Giotto di Bondone, einem der treuesten Bewahrer der Giotto-Tradition, und mehr noch von zeitgenössischen sienesischen Meistern. Er war ein schnell arbeitender und erzählender Meister.

## Werke (Auswahl)

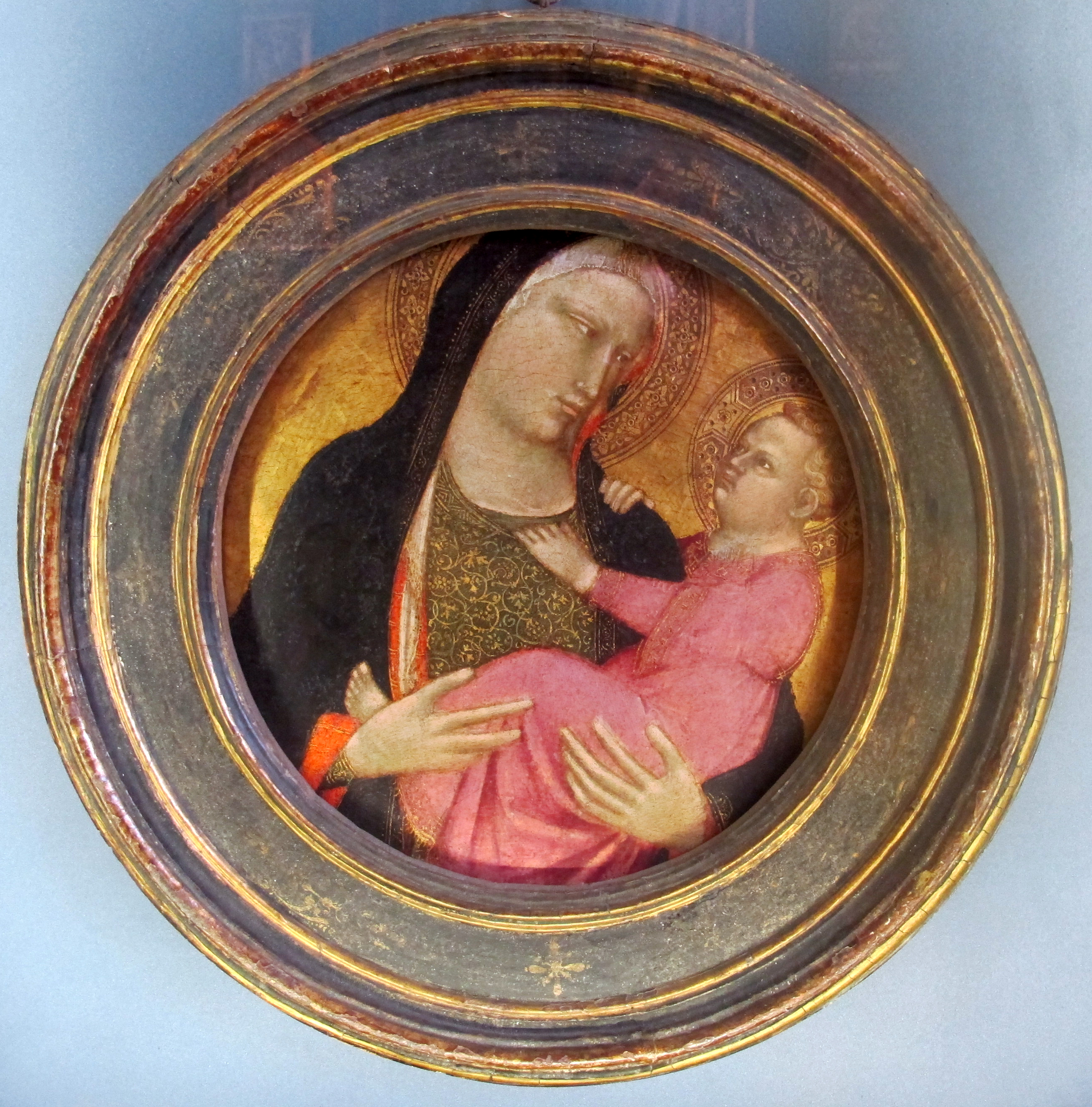
Madonna col Bambino, Museo Bardini, Florenz

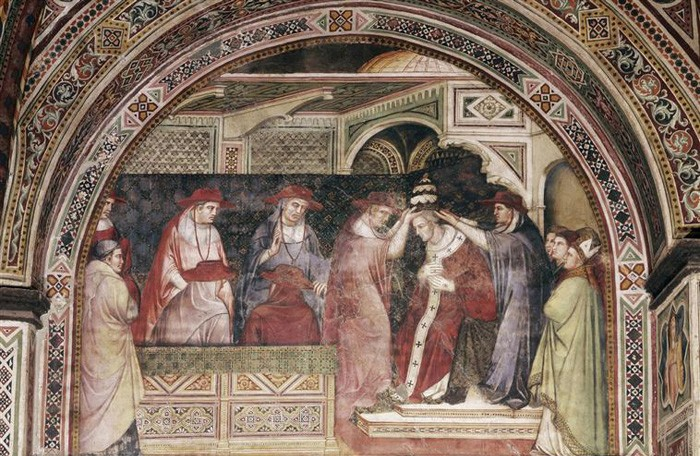
Incoronazione di Papa Alessandro III., Palazzo Pubblico, Siena

- Bagno a Ripoli, Oratorio di Santa Caterina all’Antella (auch Oratorio di Santa Caterina delle Ruote genannt)[1]
  - Storie della vita di Santa Caterina d’Alessandria (Fresko)
  - Storie della vita di Santa Caterina d’Alessandria, Profeti (Fresko)
  - Traslazione del corpo di Santa Caterina d’Alessandria sul monte Sinai (Fresko)
- Arezzo, San Francesco:[1]
  - Annunciazione (Fresko)
  - Apparizione di San Michele Arcangelo a Papa Gregorio Magno (Fresko)
  - Crocifissione di Cristo (Fresko)
  - Sant’Elisabetta d’Ungheria (Fresko, 305 × 119 cm)
- Florenz, Accademia di Belle Arti, Galleria dell’Accademia:[1]
  - Madonna con Bambino in trono e angeli (Tafelgemälde)
  - Santo Stefano, Crocifissione di Cristo (Tafelgemälde, 92 × 33 cm)
- Mailand, Accademia di Belle Arti di Brera:[1]
  - San Giovanni Battista (Teil eines Flügelaltars, 99,4 × 42,2 cm)
  - Compianto sul Cristo morto (Tafelgemälde, 21,2 × 61 cm)
- Siena, Palazzo Pubblico, Sala di Balia[2]: Freskenzirkel mit:[1]
  - Battaglia navale di Punta San Salvatore
  - Cavalcata trionfale di Papa Alessandro III. a Roma
  - Dissidio tra Papa Alessandro III. e l’imperatore Federico Barbarossa
  - Elezione dell’antipapa Pasquale III.
  - Enrico chiede la grazia a Papa Alessandro III.
  - Enrico condotto come prigioniero dal doge davanti a Papa Alessandro III.
  - Federico Barbarossa si sottomette a Papa Alessandro III.
  - Fondazione della città di Alessandria
  - Incoronazione di Papa Alessandro III.
  - Ludovico VII. riceve gli ambasciatori dell’imperatore
  - Papa Alessandro III. abbandona Roma vestito da monaco
  - Papa Alessandro III. a Venezia
  - Papa Alessandro III. consegna la spada al doge di Venezia
- Siena, Pinacoteca Nazionale di Siena: Incoronazione e morte della Vergine (Saal 9, Teilstück eines Flügelaltars, 1384 entstanden)[3].